# Armação Ilimitada
Armação Ilimitada é uma série de televisão brasileira produzida e exibida pela TV Globo de 17 de maio de 1985 e 8 de dezembro de 1988, em 40 episódios divididos em 4 temporadas. 
Voltada para o público adolescente misturava aventura e esportes, além de outros temas típicos da Zona Sul do Rio de Janeiro. A série integrava a faixa de programação Sexta Super, sendo exibida uma vez por mês em seu primeiro ano, e quinzenalmente a partir do segundo ano, em episódios de 45 minutos de duração. Em 1989 a série foi sucedida por Juba & Lula, de curta duração. 
A série também ganhou uma adaptação em quadrinhosː Juba & Lula em dois álbuns Operação Super-Homem (1988) e Uma Aventura na Amazônia (1989) produzidos pelo escritor Régis Rocha Moreira (que era um dos roteiristas do spin-off de 1989) e ao desenhista Hector Gómez Alisio lançados respectivamente em 1988 e 1989. Porém, embora o título da série fosse "Juba & Lula", não havia referência direta à série de TV, com os personagens sendo parte de uma organização não relacionada à "empresa" Armação Ilimitada e nem a participação de outros personagens da série.

## Personagens
- Juba (Kadu Moliterno) & Lula (André de Biase) - Dois amigos jovens que vivem juntos na Zona Sul carioca e têm uma pequena empresa de prestação de serviços, a Armação Ilimitada. Dentre as atividades a que se dedicam estão mergulho, pilotagem, competições esportivas e até mesmo trabalhar como dublês de filmes.
- Zelda Scott (Andréa Beltrão) - filha do exilado político (Paulo José) e estagiária do jornal Correio do Crepúsculo, começa a ter uma relação amorosa com Juba e Lula, formando um triângulo amoroso nunca solucionado porque a moça não vê problema nenhum em amar os dois ao mesmo tempo.
- Bacana (Jonas Torres) - um órfão muito esperto que se une a Juba, Lula e Zelda.
- Chefe de Zelda (Francisco Milani) - Chamado apenas de "Chefe", o editor do Correio do Crepúsculo aparecia sempre caricaturizado de acordo com o que Zelda se referia a ele, sempre de maneira literal. Por exemplo, quando dizia que despachava os assuntos do jornal, aparecia num ritual de candomblé. Se ela o chamasse de nazista, ele aparecia vestido de Hitler, falando alemão e fazendo os gestuais.
- Ronalda Cristina (Catarina Abdala) - melhor amiga de Zelda, e como esta mesma dizia, era a "rainha do último grito", ou seja, sempre aderia incondicionalmente à moda do momento.
- Black Boy (Nara Gil) - DJ que narrava os acontecimentos direto de um estúdio de rádio.

## Produção
O projeto foi concebido a partir de um esboço feito por Kadu Moliterno e André De Biase, que haviam trabalhado juntos na telenovela Partido Alto em 1984. A ideia foi concretizada por Daniel Filho, que apostou e investiu no seriado de aventuras apresentado em ritmo de videoclipes. Para escrever foram chamados Euclydes Marinho, Antônio Calmon, Nelson Motta e Patrícya Travassos. As contribuições de Travassos vieram na maior parte de um roteiro rejeitado de um filme que estrelaria a banda Blitz, cujo líder Evandro Mesquita participou de alguns episódios da série.
Cada episódio demorava quinze dias para ser produzido, sob um orçamento alto, contava com efeitos especiais desenvolvidos especialmente para cada episódio, às vezes as bases era compradas de estídios americanos. Haviam cenários rebuscados, criados para uma única cena. A produção necessitava, em vezes, de um dia de gravação para uma só cena. As externas eram cenografadas, gravada com uma única câmera em linguagem cinematográfica, sob a batuta de Guel Arraes, forma inédita de trabalhar na Tv Globo. O seriado inovou em diversos aspectos, tanto no texto como nas imagens. Os episódios eram narrados por Black Boy (Nara Gil), um DJ que tocava músicas e, ao mesmo tempo narrava e comentava as tramas, num cenário de estúdio radiofônico, provavelmente inspirado em personagem do filme The Warriors de 1979.  A trilha sonora, creditada a Ari Mendes, tem o riff de guitarra na abertura retirado quase que integralmente da música "Say What You Will", da banda Fastway, em seu primeiro disco, de 1983, e várias bandas do rock brasileiro, como Ultraje a Rigor e Gang 90 e as Absurdettes.

## Exibição

### Reprises
Desde o seu término, em 1987, a série foi reexibida várias vezes: em 1988, com alguns episódios exibidos na Sessão Aventura; e entre julho e agosto de 1990, como uma das atrações do Festival 25 Anos; e em 2005, em comemoração aos 40 anos da Globo, no canal a cabo Multishow (de janeiro a abril de 2005, foram reapresentados os três primeiros anos da série, na íntegra). No início de 2011 começou a ser exibida em algumas afiliadas (ex.: TV Tribuna Santos).
Foi reexibida pelo Viva de 1 de maio a 4 de setembro de 2011, substituindo A Justiceira e sendo substituída por O Quinto dos Infernos, e novamente de 2 de abril a 27 de junho de 2012.

### Outras Mídias
Em agosto de 2007 foi lançado um box com 2 DVDs dos melhores episódios pela Som Livre.
Em 26 de maio de 2025, foi disponibilizada na íntegra pelo Globoplay, como parte do Projeto Resgate.

## Prêmios
A série recebeu em 1985 o Prêmio Ondas, concedido pela Sociedade Espanhola de Radiodifusão, considerado o Oscar televisivo da Europa.